# روجر ماثيوز
روجر ماثيوز (بالإنجليزية: Roger Matthews)‏ هو عالم جريمة بريطاني، ولد في 1948. درَّس علم الجريمة في جامعة كنت.